# WNT11
WNT11‏ (Wnt family member 11) هوَ بروتين يُشَفر بواسطة جين WNT11 في الإنسان.